# 短序荚蒾
短序荚蒾（学名：[Viburnum brachybotryum] 错误：{{Lang}}：文本有斜体标记（帮助））是五福花科荚蒾属的植物，为中国的特有植物。分布在中国大陆的湖北、江西、云南、广西、西北、四川、贵州、湖南等地，生长于海拔400米至1,900米的地区，多生于山谷密林中或山坡灌丛中，目前尚未由人工引种栽培。

## 别名
短球荚蒾（拉汉种子植物名称） 球花荚蒾（植物分类学报）